# Pavonia kilimandscharica
Pavonia kilimandscharica är en malvaväxtart som beskrevs av Gürke.. Pavonia kilimandscharica ingår i släktet påfågelsmalvor, och familjen malvaväxter. Inga underarter finns listade i Catalogue of Life.